# Théorie du supercycle de la dette
La théorie du supercycle de la dette est une théorie économique selon laquelle la dette publique obéit à un cycle économique spécifique de long terme.

## Concept
La théorie du supercycle de la dette soutient que les économies développées sont entrées, depuis la fin de la Seconde Guerre mondiale, dans un cycle d'endettement de long terme du fait de la diffusion des politiques budgétaires expansionnistes d'inspiration keynésienne, et de la hausse des dépenses sociales. Toutefois, la perpétuation d'un supercycle de la dette serait liée à la capacité des agents économiques à s'endetter. Dans le cas où les États sont particulièrement endettés, ils aspirent des capitaux qui auraient pu servir à financer des entreprises, et réduisent par un effet d'éviction la croissance économique.
Le XXIe siècle serait celui de la fin de ce super-cycle long commencé après la Seconde guerre mondiale, les agents économiques ayant dans cette hypothèse atteint leur capacité de financement maximale. Selon Kenneth Rogoff, l'économie occidentale atteint la fin de son supercycle, tandis que la Chine serait en train d'y entrer.

## Postérité
La théorie du supercycle de la dette a été complétée par la théorie de la crise de bilan (balance sheet recession), théorisée par Richard Koo, chef économiste de la banque Nomura. Selon cette théorie, une économie très endettée est obligée d'entrer dans une phase d'assainissement de ses finances qui provoque une baisse de la consommation et de l'investissement, causant une chute de la croissance et une augmentation du chômage.